# 渡瀬駅 (群馬県)

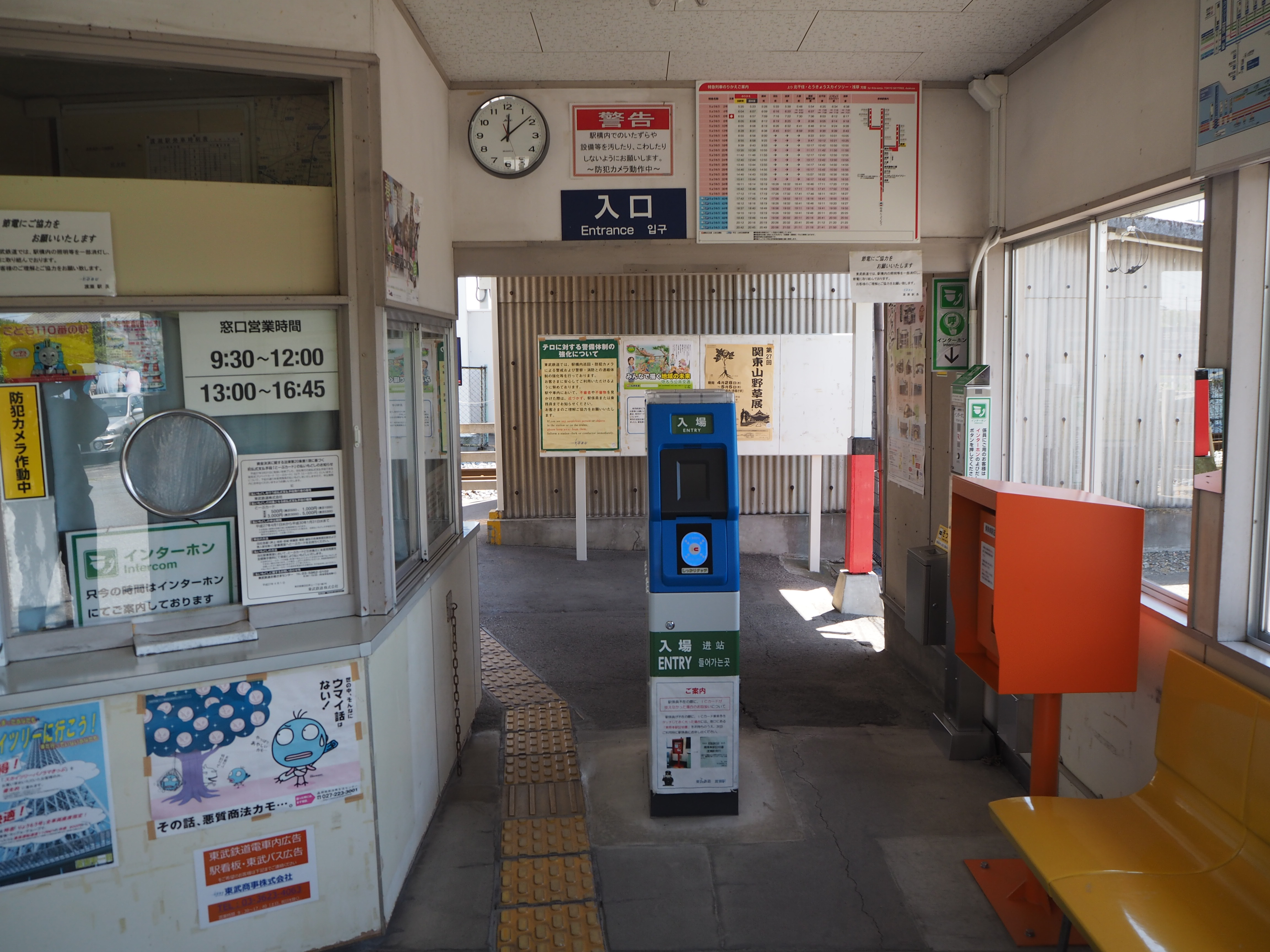
改札口（2016年5月）

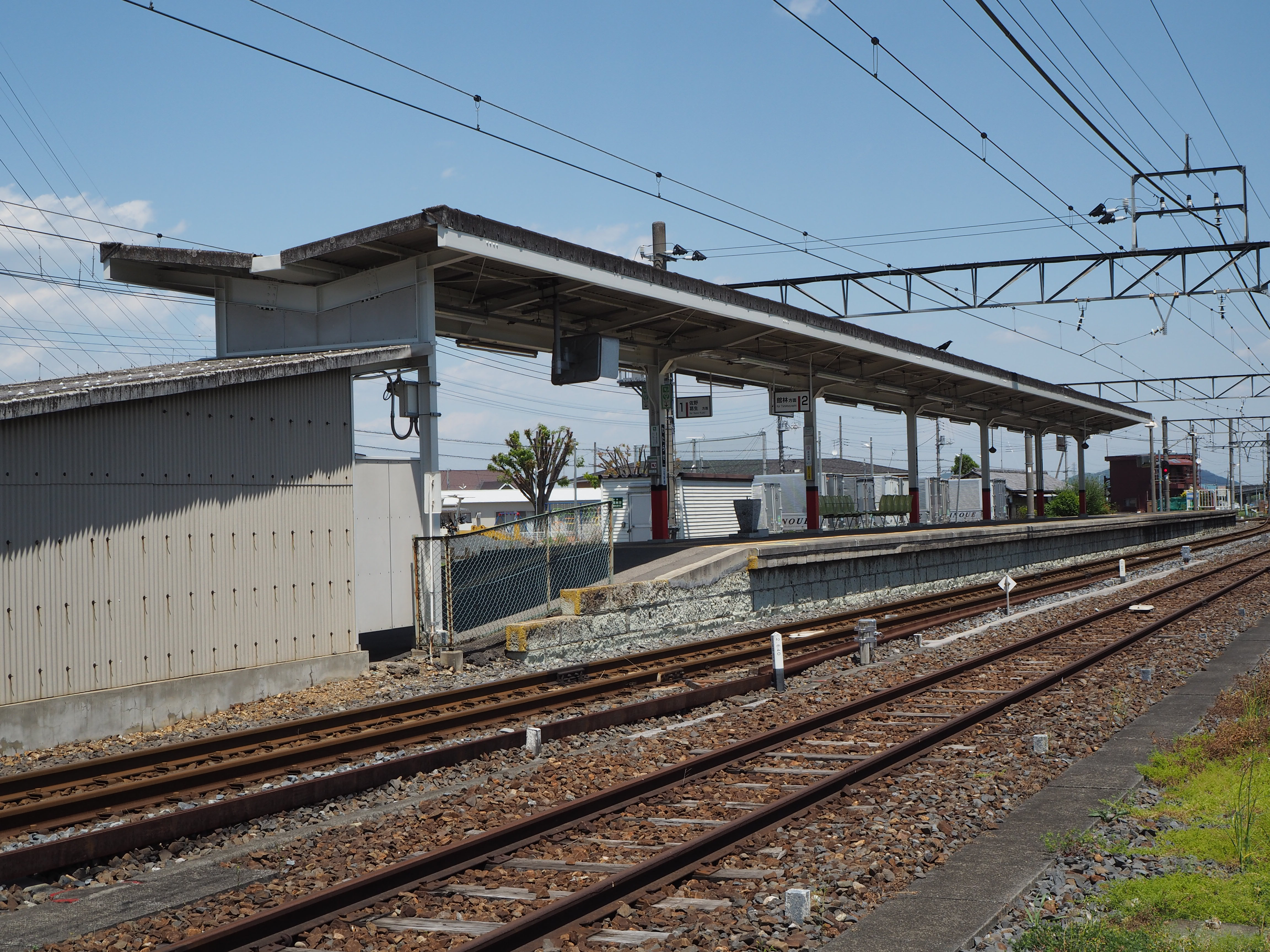
ホーム（2016年5月）

渡瀬駅（わたらせえき）は、群馬県館林市足次町にある東武鉄道佐野線の駅。駅番号はTI 31。

## 年表
- 1927年（昭和2年）12月16日 - 開業[1]。
- 2020年（令和2年）6月22日  - 駅無人化[2]。

## 駅構造
島式ホーム1面3線を有する地上駅で、うち1線は側線となっている。木造駅舎を有する。駅舎は線路の北側に立地し、ホームとは地下道により連絡している。自動改札機は未設置だが、PASMO対応簡易改札機が設置されている。
当駅と田島駅との間にあった旧・北館林荷扱所内に設置されている資材管理センター北館林解体場は、2003年（平成15年）の貨物列車廃止により、当駅構内扱いとなっている。この解体場では東武以外の鉄道事業者の廃車も搬入され、解体されている。

### のりば
| 番線 | 路線   | 方向 | 行先     |
| ---- | ------ | ---- | -------- |
| 1    | 佐野線 | 下り | 葛生方面 |
| 2    | 佐野線 | 上り | 館林行き |

## 利用状況
2024年度の1日平均乗降人員は295人である。
近年の1日平均乗降人員の推移は下表の通りである｡
| 年度               | 1日平均 乗降人員 | 出典       |
| ------------------ | ---------------- | ---------- |
| 2001年（平成13年） | 223              |            |
| 2002年（平成14年） | 227              |            |
| 2003年（平成15年） | 241              |            |
| 2004年（平成16年） | 250              |            |
| 2005年（平成17年） | 232              |            |
| 2006年（平成18年） | 243              |            |
| 2007年（平成19年） | 238              |            |
| 2008年（平成20年） | 238              |            |
| 2009年（平成21年） | 237              |            |
| 2010年（平成22年） | 220              |            |
| 2011年（平成23年） | 220              |            |
| 2012年（平成24年） | 208              |            |
| 2013年（平成25年） | 220              |            |
| 2014年（平成26年） | 241              |            |
| 2015年（平成27年） | 236              |            |
| 2016年（平成28年） | 232              |            |
| 2017年（平成29年） | 231              |            |
| 2018年（平成30年） | 259              |            |
| 2019年（令和元年） | 266              |            |
| 2020年（令和02年） | 189              |            |
| 2021年（令和03年） | 218              | [ 東武 2 ] |
| 2022年（令和04年） | 251              | [ 東武 3 ] |
| 2023年（令和05年） | 304              | [ 東武 4 ] |
| 2024年（令和06年） | 295              | [ 東武 1 ] |

## 駅周辺
- 渡良瀬川
- 館林警察署足次駐在所
- 雲龍寺
- 館林市立第九小学校

## 路線バス
最寄りのバス停は「渡瀬歩道橋」停留所であり、下記の各路線が発着する。
| 停留所     | 運行事業者       | 系統             | 行先     |
| ---------- | ---------------- | ---------------- | -------- |
| 渡瀬歩道橋 | 広域公共路線バス | 渡瀬巡回線東回り | 館林駅前 |

## その他
- トミーテックから発売している「鉄道むすめ」シリーズのキャラクター、「渡瀬きぬ」の名字の由来となった駅である[4]。

## 隣の駅
東武鉄道
 佐野線
館林駅 (TI 10) - 渡瀬駅 (TI 31) - 田島駅 (TI 32)